# أنشوفة نحيلة
أنشوفة نحيلة (الاسم العلمي: Anchoa exigua) (بالإنجليزية: Slender anchovy)‏ هي نوع من الأسماك تتبع جنس الأنشوفة من الفصيلة البلمية.